# Riksväg 57
Der Riksväg 57 ist eine schwedische Fernverkehrsstraße in Stockholms län und in Södermanlands län.

## Verlauf
Die auch unter dem Namen Stambanevägen bekannte Straße folgt weitgehend dem Verlauf der Westlichen Stammbahn (Västra stambanan). Sie zweigt in Järna südlich von Södertälje vom Europaväg 4 ab und verläuft in vorwiegend westlicher Richtung über Gnesta und Flen, von dort an gemeinsam mit dem Riksväg 55  nach Katrineholm, wo sie am Riksväg 56 endet.
Die Länge der Straße beträgt rund 66 km, davon 15 km gemeinsam mit dem Riksväg 55.